# Barbara Mensing
Barbara Mensing (född 23 september 1960) är en kvinnlig idrottare från Tyskland, som tävlade i olympiska sommarspelen 1996 i Atlanta, där hon tävlade i bågskytte. Hon tog där silvermedalj tillsammans med Cornelia Pfohl och Sandra Wagner-Sachse i damernas lagdisciplin. Fyra år senare tog hon brons.